# Safemode
Safemode är ett kristet metalcore-band från Uppsala. 

## Historik
Bandet bildades 2007 och slog igenom 2009 i den nationella musiktävlingen Rockkarusellen där de vann bland 600 andra deltagande band. Segern följdes av en Sverige-turné med 16 spelningar. Safemode har spelat på festivaler som Arvikafestivalen, Sweden Rock Festival och Frizon. De har också turnerat internationellt i Europa och gjort fyra turnéer i Sydamerika.
Bandet har släppt två fullängdsalbum, varav det ena på independentbolaget JONO Music. Safemode skrev i maj 2021 kontrakt med samma bolag för att släppa sitt kommande tredje album A Golden Horizon.
Safemodes populäraste låtar har i april 2024 haft sammanlagt ca 2,9 miljoner streams på Spotify.
Safemode har återkommande uppmärksammats och recenserats i etablerade medier, bland annat Upsala Nya Tidning, P4 Uppland och Dagen.

## Nuvarande medlemmar
Listan senast uppdaterad i mars 2024:
- Tjet Gustafsson (sång och gitarr)
- Edward Säll (gitarr)
- Felix Posner (bas)
- Robin Castañeda (trummor)

## Diskografi[6]
Album
- For A Better Tomorrow (2010)
- Colorblind (2016)

EP
- We're Already Gone (2009)
- Die to Live (2009)
- Gold Digger (2013)

Singlar
- My Salvation (2011)
- Another Day Will Haunt You (2013)
- Empty Mirror (2016)
- Hold On (2016)
- This Is Now (2017)
- No Matter (2019)
- Guide Me Right (Live Studio Session) (2021)
- Another Day Will Haunt You (Live Studio Session) (2021)
- This Is Not The End (Stripped) (2023)